# Сіде (міфологія)

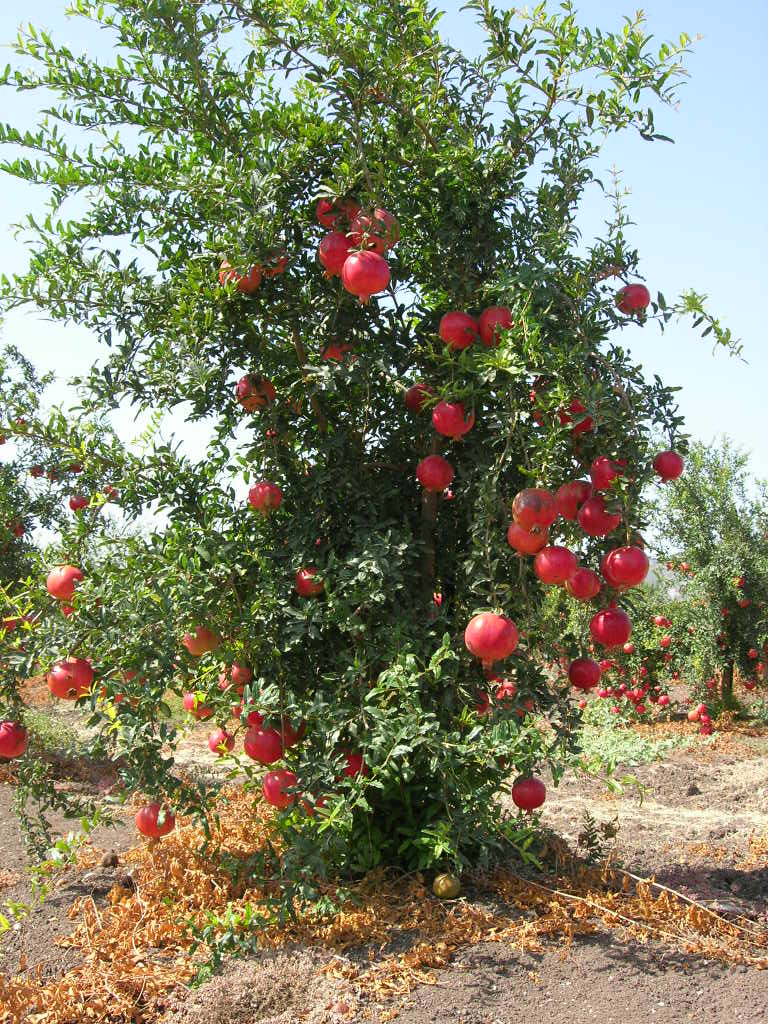
Гранатове дерево

Сіде (дав.-гр. Σίδη, трансліт. Sídē, латиніз. pomegranate) або Сіда (дав.-гр. Σίδα, трансліт. Sída) — у грецькій міфології це ім'я носили кілька персонажів:
- Сіда — епонім міста Сідон у Фінікії. Вона була дружиною Бела, царя Єгипту та матір'ю Єгипта і Даная[2]. За іншими версіями, дружину Бела звали Ахіроя — дочка річкового бога Ніла[3].
- Сіде — одна з Данаїд, засуджена до Тартару за вбивство свого чоловіка. Вважалося, що від неї отримало свою назву місто в Лаконії.[4]
- Сіде — перша дружина Оріона і можлива мати його дочок Метіохи та Меніппи[5]. Вона була кинута Герою в Аїд, оскільки вона не поступалася богині красою[1]. Сучасні вчені тлумачать припущення про шлюб Оріона з Сіде («гранатом») як міфічний вислів про дозрівання плодів у сезон, коли сузір'я Оріона видно на нічному небі.[1]
- Сіде — смертна жінка, яку переслідував її батько Іктин із наміром зґвалтувати. Сіде наклала на себе руки на могилі матері, а боги перетворили її кров на гранатове дерево. Її батько перетворився на шуліку, який ніколи не зупинявся на гранатових деревах.[6]